# Товариство прикладної математики і механіки
Товариство прикладної математики і механіки (GAMM) — німецьке наукове товариство, засноване в 1922 році фізиком Людвіґом Прандтлєм і математиком Ріхардом фон Мізесом.
У 1958 році GAMM і ACM спільно розробили в Цюриху «Алгол 58».